# Punta del Llebreta
La Punta del Llebreta és una muntanya de 869 metres que es troba al municipi de Cabassers, a la comarca catalana del Priorat.